# 13934 Kannami
13934 Kannami è un asteroide della fascia principale. Scoperto nel 1988, presenta un'orbita caratterizzata da un semiasse maggiore pari a 2,2337796 UA e da un'eccentricità di 0,2453935, inclinata di 7,76137° rispetto all'eclittica.